# Dopo mi uccidi
Dopo mi uccidi è un singolo di Simonetta Spiri pubblicato il 9 gennaio 2012.

## La canzone
Scritta da Simonetta assieme a Luca Sala ed Enrico Palmosi viene presentata alle selezioni di Sanremo Giovani 2012 arrivando tra i 30 artisti più votati nel concorso sul web indetto dalla Rai, arrivando ad esibirsi davanti alla commissione artistica presidieuta da Gianni Morandi in diretta su Raiuno nel programma Sanremo Social Day.
Il brano si avvale della presenza di due rapper torinesi i "Madback" e racconta la fine di un'amicizia.

## Il video
Il video caratterizzato da forte tinte dark, è stato girato in una cartiera abbandonata, in fase di demolizione sul lago di Como.

## Tracce
- Download digitale

1. Dopo mi uccidi - 3:46